# Kuhlia
Kuhlia är ett släkte av fiskar. Kuhlia ingår i familjen Kuhliidae.
De flesta arterna förekommer i saltvatten i Indiska oceanen och Stilla havet samt i angränsande flodmynningar med bräckt vatten. Arten Kuhlia rupestris lever i sötvatten. De största familjemedlemmarna når en längd av 50 cm. Dessa fiskar bildar ofta stim och de letar på natten efter kräftdjur. Ungar vistas främst i pölar som bildas av tidvatten. Släktet är uppkallat efter den tyska zoologen Heinrich Kuhl.
Kuhlia är enda släktet i familjen Kuhliidae.
Arter enligt Catalogue of Life:
- Kuhlia boninensis
- Kuhlia caudavittata
- Kuhlia malo
- Kuhlia marginata
- Kuhlia mugil
- Kuhlia munda
- Kuhlia nutabunda
- Kuhlia petiti
- Kuhlia rubens
- Kuhlia rupestris
- Kuhlia salelea
- Kuhlia sandvicensis
- Kuhlia xenura